# Altona (New York)
Pour les articles homonymes, voir Altona.
Altona est une ville du comté de Clinton dans l'État de New York aux États-Unis, située près de la frontière canadienne. Sa population s’élevait à 2 887 habitants lors du recensement de 2010.